# Kärlek i Hongkong
Kärlek i Hongkong (publicerades som Suzie Wongs värld i Svenskfinland) är en brittisk-amerikansk dramafilm från 1960 regisserad av Richard Quine. Manuset skrevs av Paul Osborn, baserad på hans pjäs som byggde på novellen med samma namn av Richard Mason. I huvudrollerna ses William Holden och Nancy Kwan. 

## Rollista
| William Holden    | – Robert Lomax |
| Nancy Kwan        | – Suzie Wong   |
| Sylvia Syms       | – Kay O'Neill  |
| Michael Wilding   | – Ben Marlowe  |
| Jacqui Chan       | – Gwennie Lee  |
| Laurence Naismith | – O'Neill      |
| Yvonne Shima      | – Minnie Ho    |
| Andy Ho           | – Ah Tong      |
| Lier Hwang        | – Wednesday Lu |
| Bernard Cribbins  | – Otis         |
| Edwina Carroll    | – Mrs. Marlowe |

## Utmärkelser
Nancy Kwan nominerades till en Golden Globe för bästa kvinnliga huvudroll i drama, men förlorade till Greer Garson i Sunrise at Campobello. George Duning nominerades till en Golden Globe för bästa musik, men förlorade till Dimitri Tiomkin för The Alamo.